# Diplycosia heterophylla
Diplycosia heterophylla är en ljungväxtart som beskrevs av Carl Ludwig von Blume. Diplycosia heterophylla ingår i släktet Diplycosia och familjen ljungväxter. Utöver nominatformen finns också underarten D. h. latifolia.